# Биљке месождерке
Карниворне биљке (биљке месождерке или инсективорне биљке) су биљке које користе клопке да би ухватиле разне животиње, претежно инсекте, који су им неопходни за исхрану.
Углавном живе на и киселим земљиштима, са малом концентрацијом минерала, па су се тако, помоћу замки, адаптирале на такве неповољне услове живота. Распрострањене су свуда у свету, посебно у Азији, Африци и Америци, али их има и код нас, у Србији.
Карниворне биљке се први пут помињу 1875. године у књизи Чарлса Дарвина “Инсективорне биљке”.
Претпоставља се да на свету има око 600 врста биљки месождерки, и још око 300 биљака који имају неке, али не и све карактеристике биљки месождерки.

## Исхрана и карактеристике
Карниворне биљке су настале адаптацијом биљака на земљишта слабо обогаћена минералима, посебно азотом и фосфором. Да би дошли до тих минерала, оне су се морфолошки прилагодиле и почеле се хранити протозоама и животињама, а посебно зглавкаримима, највише инсектима, хватајући их у клопку. На тај начин су постали предатори, што је доста редак случај код биљака. Оне се и даље хране фотосинтезом, јер у себи садрже хлорофил, као и процесом добијања воде и других минералних материја преко корења. На тај начин добијају енергију. Оне поред листова имају модификоване апсорпцијске длачице. Помоћу тих длачица упијају продукте који су настали од тела инсеката који су разградили ензими из њихових жлезда. Поред тога, поседују специјалне механизме за хватање плена. Према тим механизмима је направљена општа подела на две велике групе:
- биљке месождерке са активним типом хватања животиња и
- биљке месождерке са пасивним типом хватања животиња.

Биљке месождерке са активним хватањем поседују клопку која се помера да би ухватила плен. Њихови листови су тако преображени да активним покретањем ухвате и онеспособе плен који затим разграде уз помоћ ензима за варење.
Биљке месождерке са пасивним хватањем поседују пасивну клопку која се не помера, већ мами инсекте у биљку где затим бива ухваћен. Обично имају део листа преображен у структуру налик на врч или левак у коме се налазе сокови за варење. Животиња једноставно упадне у такву структуру, утопи се и бива сварена.
Међутим, месождерка пре него што ухвати плен, мора да га намами, а то ради помоћу дречавих боја, специфичног мириса или нектара. Те особине садрже обе групе, и биљке месождерке са активним хватањем и са пасивним хватањем.
Да би се нека биљка могла назвати месождерком, неопходно је да буде способна да намами плен, улови и на крају свари. Тако, на пример, најпознатија биљка месождерка, венерина мухоловка примами инсекте дречавом бојом и сочним нектаром. Инсекат ће ходајући по њој надражити две или три осетљиве длачице, које се налазе у средини оба поклопца, близу главног ребра. Тек тада ће се клопка брзо затворити и уловити га. Тако остаје три-четири дана. То је време за које се помоћу ензима за варење свари плен. Уколико он некако успе да побегне, она ће се поново отворити након пар сати.

## Подела
Готово да је немогуће направити јасну границу између обичних биљака и биљака месождерки. То је због тога што су биљке месождерке настале еволуцијом биљака из неповољних услова, конкретно, са земљишта са малом концентрацијом минерала у себи. Карниворне биљке су сврстане у 14 родова, и то:
1. Aldrovanda - алдрованда
2. Byblis - дугине биљке
3. Cephalotus - аустралијски врчоноша
4. Darlingtoniа - биљка-кобра
5. Dionaea - Венерина мухоловка
6. Drosera - росуље
7. Drosophyllum - португалски росни бор
8. Genlisea - вадичепи
9. Heliamphora - мочварне цеволовке
10. Nepenthes - тропске врчоноше
11. Pinguicula - маснице
12. Sarracenia - северноамеричке цеволовке
13. Triphyophyllum - росни оклопник и
14. Utricularia - мешинке

и 4 породице
1. Sarraceniaceae - цеволовке
2. Nepenthaceae - врчоноше
3. Droseraceae - росуље и
4. Lentibulariaceae - Utriculariaceae. - мешинке

## Станиште
Живе на местима као што су мочваре, тресетишта, киселе баре, вулкански пепео, морске и речне обале, пешчаре, стајаће воде, стене и кречњак литице јаке киселости, односно земљишта којима недостају хранљиве материје, а посебно нитрати и фосфати. Насељавају претежно у тропским и кишним шумама Јужне Америке, Азије и Африке, мада их има и у нашим крајевима. Код нас постоје Aldrovanda у Засавици и росуља, у близини Власинског језера.

## Животни циклус
Биљке месождерке имају животни циклус као и остале биљке цветнице, а то су:
1. Клијање семена
2. Сазревање биљке
3. Цветање биљке
4. Опрашивање биљке при чему ће се семе испустити на земљу и уколико су повољни услови, процес се понавља.

Такође, опрашивање, тј. размножавање се може одвијати сексуалним (полним) и асексуалним (бесполним) путем, a неке врсте се размножавају вегетативним путем.

## Биљке месождерке у Србији
Род Aldrovanda је монотипски и једини је представник водених биљака у оквиру инсективорне фамилије Droseraceae. Овај род заједно са врстама рода Utricularia припада карниворним хидрофитама флоре Европе, а јасно се морфолошки и еколошки разликује од других терестричних и хигрофобних родова ове фамилије (Drosera, Dionea, Drosophyllum, Byblis, Roridula). То је реликтна врста терцијарне старости.
Узроци ишчезавања ових биљки месождерки је исушивање бара и мочвара. Мочварно станиште на Макишу, на коме је ова биљка расла у 19. и у првој половини 20. века, је исушено. Помиње се за Обедску бару, али ни тај налаз није потврђен последњих
40 година. Вероватан узрок ишчезавања алдрованде из Обедске баре могло би бити масовно зарастање, ширење трске и иве, као и других емерзних биљака којима погодују општа еутрофикација, низак водостај, па чак и дуготрајно исушивање појединих барских окана усред поремећаја воденог баланса између Обедске баре и Саве. Ипак, треба оставити могућност да је ова ретка водена биљка још увек опстала у преосталим необраслим „окнима” Обедске баре, тим пре ако се има у виду да су управо због обрастања, многа окна постала неприступачна и да нису скоро истраживана.

## Занимљивости
- Неке тропске карниворне биљке лове и ситне рибице, колибрија или мањег сисара.
- Биљке месождерке никада неће напасти људе првенствено зато што су доста веће од њих, али уколико се неким биљкама понуди парченце људске коже, мишића или неког другог ткива, оно ће након одређеног времена бити потпуно сварено!